# Monumento nazionale al Carabiniere

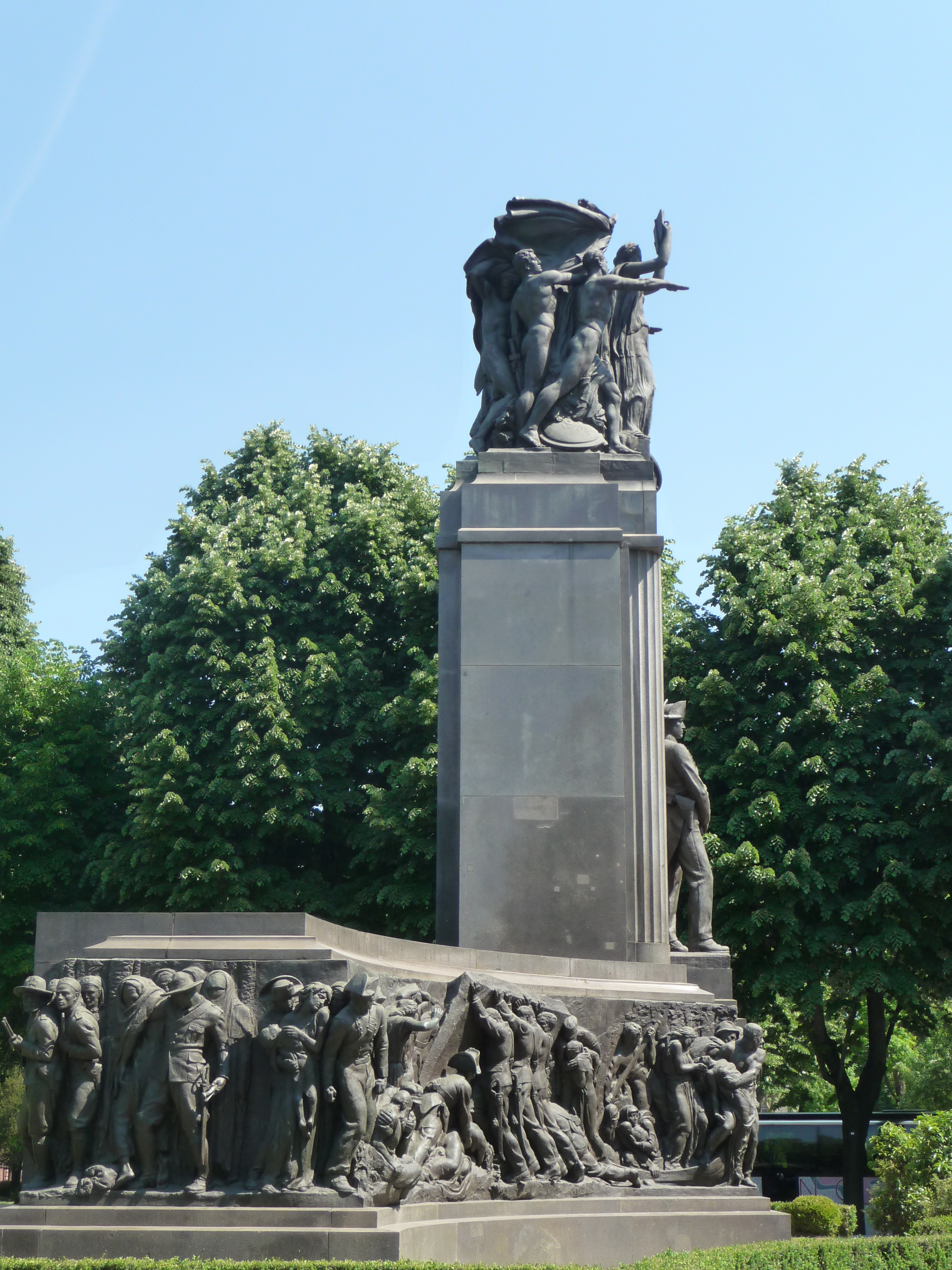
Il "monumento al carabiniere" di Torino

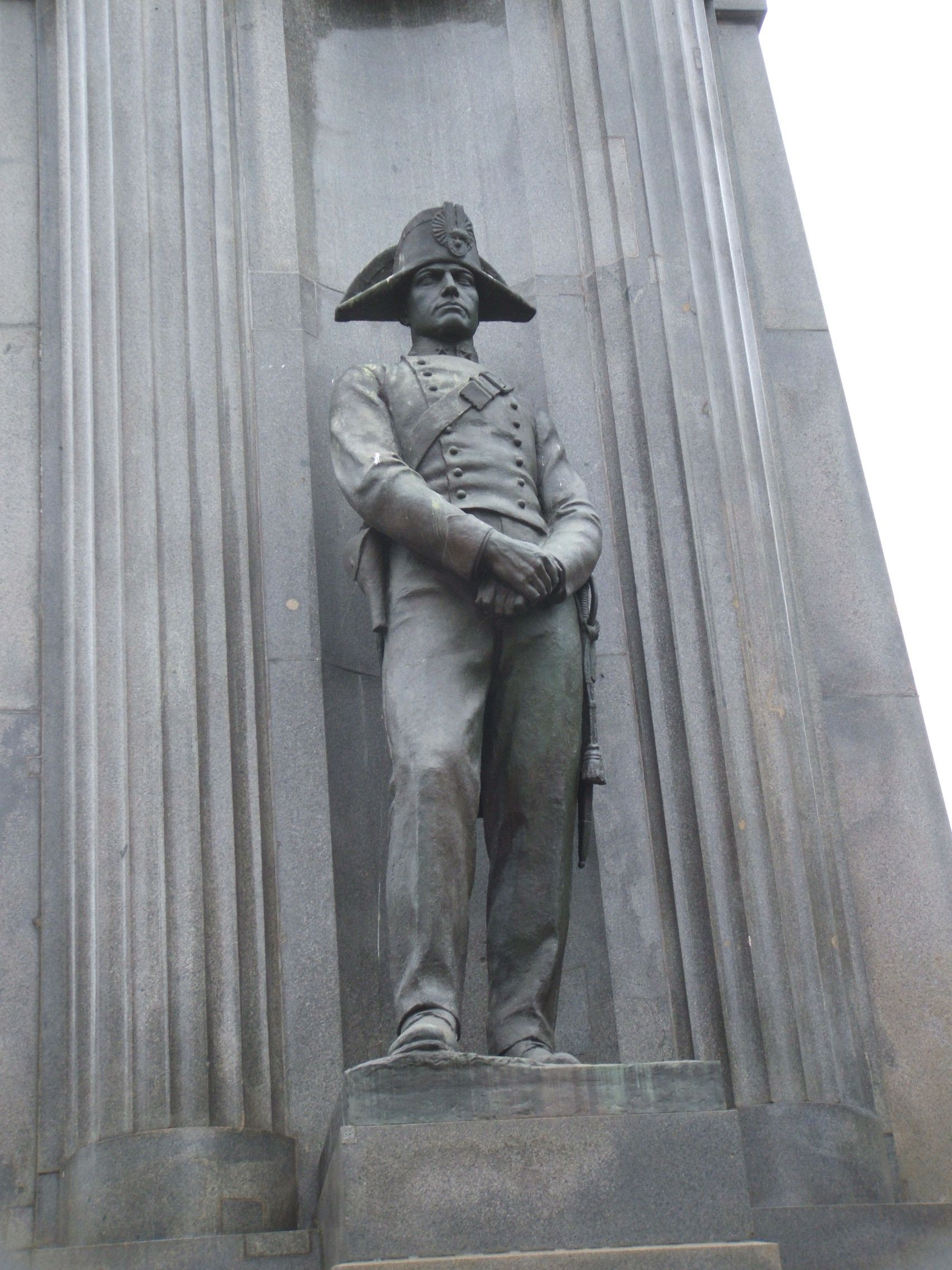
Dettaglio del monumento

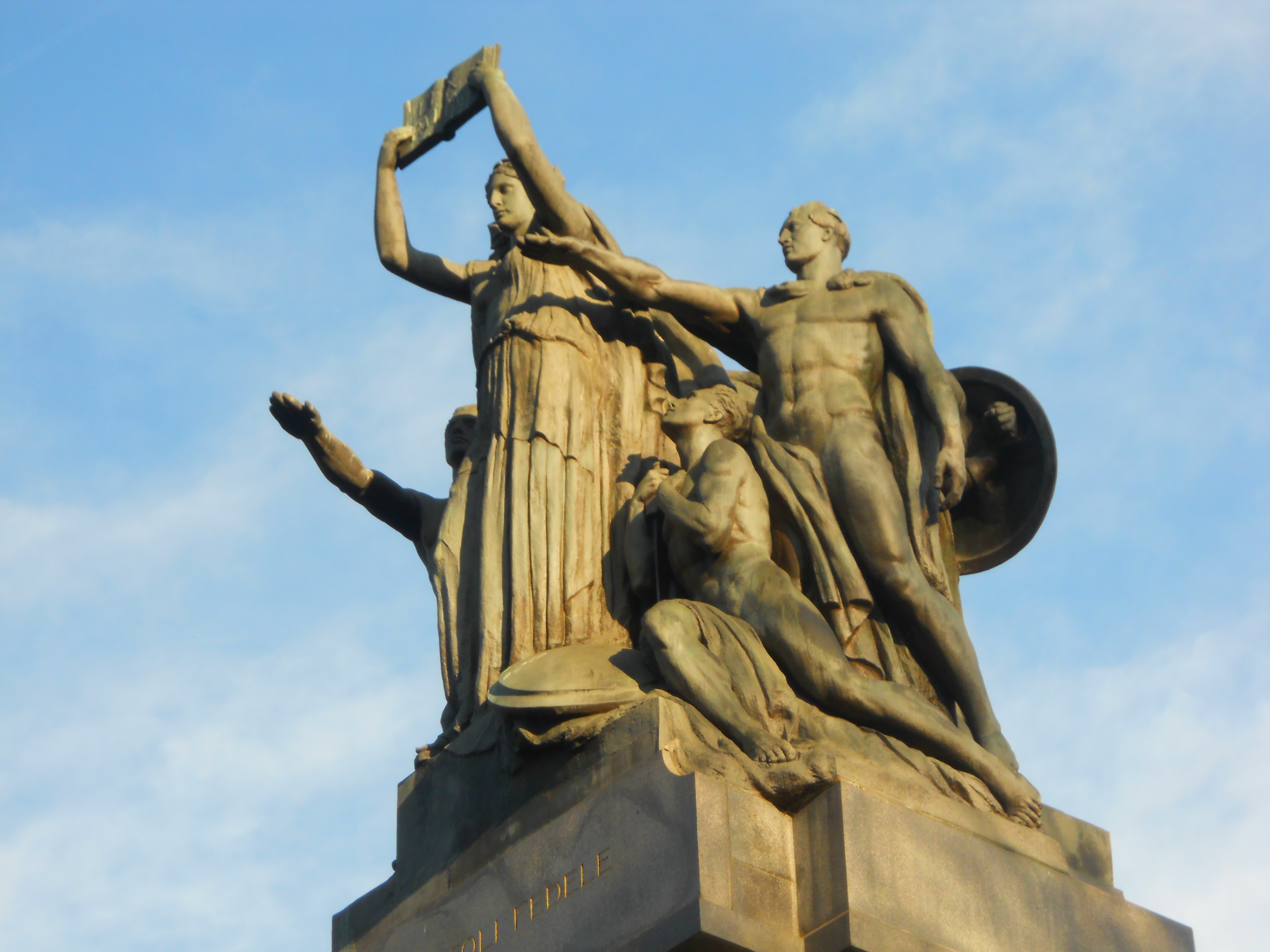
Particolare del giuramento

Il Monumento nazionale al Carabiniere è un'opera eretta nel 1933 nella parte esterna dei giardini del Palazzo Reale di Torino, alla confluenza dei viali I Maggio e dei Partigiani. Fu uno dei tanti monumenti innalzati dopo la prima guerra mondiale per onorare il sacrificio dei caduti.

## Storia

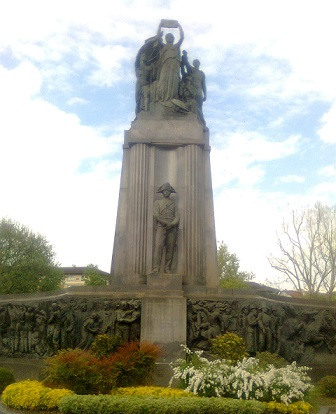
Vista frontale

Agli inizi degli anni venti, nessuno dei monumenti presenti a Torino commemorava in particolare la memoria dei carabinieri, specialmente quelli caduti nell'appena terminata prima guerra mondiale. Maria Letizia Bonaparte, vedova di Amedeo d'Aosta, chiese alla presidenza dell'"Istituto nazionale per le biblioteche dei soldati" di rimediare. Questa, con l'aiuto del Comando generale dell'Arma dei Carabinieri, lanciò una sottoscrizione pubblica per raccogliere i fondi occorrenti. Raccolsero più del necessario, e quanto avanzò dopo la realizzazione del monumento fu utilizzato per l'istituzione della "Fondazione del Monumento al Carabiniere" che, fino al suo scioglimento sancito da un decreto del Presidente della Repubblica del 4 dicembre 1979, istituì l'erogazione di quattro premi annuali ai carabinieri meritevoli.
Il monumento fu progettato e realizzato nel periodo 1925-1933 dallo scultore torinese Edoardo Rubino, articolandosi in tre grandi strutture: un podio di 25 metri dove sono rappresentati, con altorilievi in bronzo, i compiti principali svolti dai Carabinieri ed alcuni episodi storici (guardia alle Colonie, attività nei terremoti, nelle alluvioni, repressione del brigantaggio, repressione dell'abigeato, difesa della legalità istituzionale con l'episodio della medaglia d'oro Giovanni Battista Scapaccino, la Carica di Pastrengo, la partecipazione alla prima guerra mondiale), una statua in bronzo di un carabiniere; un pilastro in cima, sul quale un imponente gruppo scultoreo, sempre in bronzo, idealizza il giuramento del Corpo.
Il monumento fu quindi inaugurato il 22 ottobre 1933, alla presenza del re Vittorio Emanuele III, di numerose autorità e personalità civili e militari e folte rappresentanze di associazioni combattentistiche e d'arma. L'Associazione nazionale carabinieri, per la circostanza, organizzò a Torino un raduno nazionale.
Il 12 agosto 1943, durante un bombardamento aereo, il monumento subì gravi danni. Finita la seconda guerra mondiale, i danni furono ben presto riparati, sotto la direzione dello stesso e ormai anziano Rubino, Lo Statuto Albertino ed il Fascio Littorio oggetto del giuramento furono sostituiti dalla Costituzione della Repubblica Italiana ed il 15 settembre 1948, alla presenza del presidente Luigi Einaudi, si ebbe una nuova inaugurazione.
Sul retro del monumento sono elencati con disposizione cronologica i nomi dei Carabinieri insigniti di medaglia d'oro.

## Citazioni e omaggi
- Il monumento, e in particolare la statua in bronzo del Carabiniere (innumerevoli volte replicata in piccolo), sono raffigurati sulla copertina del calendario storico dell'Arma dei Carabinieri dell'anno 2013.